# Кубок Англії з футболу 2004—2005
Кубок Англії з футболу 2004—2005 — 124-й розіграш найстарішого футбольного турніру у світі, Кубка виклику Футбольної Асоціації, також відомого як Кубок Англії.

## Календар
| Раунд                        | Дата                 | Матчів | Клубів    | Призова сума |
| ---------------------------- | -------------------- | ------ | --------- | ------------ |
| Екстрапопередній раунд       | 28 серпня 2004       | 73     | 661 → 588 | £ 500        |
| Попередній раунд             | 4 вересня 2004       | 182    | 588 → 406 | £ 1 000      |
| Перший раунд кваліфікації    | 18 вересня 2004      | 124    | 406 → 282 | £ 2 250      |
| Другий раунд кваліфікації    | 2 жовтня 2004        | 84     | 282 → 198 | £ 3 750      |
| Третій раунд кваліфікації    | 16 жовтня 2004       | 42     | 198 → 156 | £ 5 000      |
| Четвертий раунд кваліфікації | 30 жовтня 2004       | 32     | 156 → 124 | £ 10 000     |
| Перший раунд                 | 12-14 листопада 2004 | 40     | 124 → 84  | £ 16 000     |
| Другий раунд                 | 3-5 грудня 2004      | 20     | 84 → 64   | £ 24 000     |
| Третій раунд                 | 8-18 січня 2005      | 32     | 64 → 32   | £ 40 000     |
| Четвертий раунд              | 29-30 січня 2005     | 16     | 32 → 16   | £ 60 000     |
| П'ятий раунд                 | 19-20 лютого 2005    | 8      | 16 → 8    | £ 120 000    |
| Шостий раунд                 | 12-13 березня 2005   | 4      | 8 → 4     | £ 300 000    |
| Півфінали                    | 16-17 квітня 2005    | 2      | 4 → 2     | £ 900 000    |
| Фінал                        | 21 травня 2005       | 1      | 2 → 1     | £ 1 000 000  |

## Кваліфікаційні раунди
Усі клуби, що беруть участь у змаганнях, але не грають Прем'єр-лізі або в Чемпіоншипі повинні пройти кваліфікаційні раунди.

## Перший раунд
На цій стадії турніру починають грати клуби з Першої та Другої ліг.
| Дата                      | Господарі              | Рахунок      | Гості                      | Глядачі |
| ------------------------- | ---------------------- | ------------ | -------------------------- | ------- |
| 12 листопада              | Бристоль Сіті (3)      | 1:1          | Брентфорд (3)              | 10 000  |
| 25 листопада Перегравання | Брентфорд (3)          | 1:1 пен. 4:3 | Бристоль Сіті (3)          | 3 706   |
| 12 листопада              | Порт Вейл (3)          | 2:1          | Кіддермінстер Гарріерз (4) | 4 141   |
| 12 листопада              | Саутенд Юнайтед (4)    | 0:3          | Лутон Таун (3)             | 6 683   |
| 13 листопада              | Тайвертон Таун (7)     | 1:3          | Донкастер Роверз (3)       | 1 618   |
| 13 листопада              | Вікем Вондерерз (4)    | 1:0          | Коулвілль Таун (9)         | 2 816   |
| 13 листопада              | Галл Сіті (3)          | 3:2          | Моркам (5)                 | 10 129  |
| 13 листопада              | Бостон Юнайтед (4)     | 5:2          | Горнчарч (6)               | 2 437   |
| 13 листопада              | Кембридж Сіті (6)      | 2:1          | Лі РМІ (5)                 | 930     |
| 13 листопада              | Менсфілд Таун (4)      | 1:1          | Колчестер Юнайтед (3)      | 3 202   |
| 23 листопада Перегравання | Колчестер Юнайтед (3)  | 4:1          | Менсфілд Таун (4)          | 2 492   |
| 13 листопада              | Хеєс (6)               | 0:4          | Рексем (3)                 | 1 751   |
| 13 листопада              | Єдінг (7)              | 2:1          | Гейлзовін (7)              | 524     |
| 13 листопада              | Барнет (5)             | 1:2          | Бат Сіті (7)               | 2 147   |
| 13 листопада              | Олдершот Таун (5)      | 4:0          | Кенві Айленд (5)           | 2 600   |
| 13 листопада              | Блекпул (3)            | 3:0          | Тамверт (5)                | 4 796   |
| 13 листопада              | Біллерікі Таун (7)     | 0:1          | Стівенідж Боро (5)         | 1 804   |
| 13 листопада              | Слау Таун (7)          | 2:1          | Волсолл (3)                | 2 023   |
| 13 листопада              | Дарлінгтон (4)         | 3:3          | Йовіл Таун (4)             | 3 698   |
| 23 листопада Перегравання | Йовіл Таун (4)         | 1:0          | Дарлінгтон (4)             | 5 365   |
| 13 листопада              | Бері (4)               | 5:2          | Воксголл Моторс (6)        | 2 566   |
| 13 листопада              | Гінклі Юнайтед (6)     | 2:0          | Торкі Юнайтед (3)          | 2 129   |
| 13 листопада              | Олфретон Таун (6)      | 1:1          | Маклсфілд Таун (4)         | 2 251   |
| 23 листопада Перегравання | Маклсфілд Таун (4)     | 2:0          | Олфретон Таун (6)          | 1 783   |
| 13 листопада              | Сканторп Юнайтед (4)   | 2:0          | Честерфілд (3)             | 4 869   |
| 13 листопада              | Форест Грін Роверс (5) | 1:1          | Борнмут (3)                | 1 837   |
| 24 листопада Перегравання | Борнмут (3)            | 3:1          | Форест Грін Роверс (5)     | 5 489   |
| 13 листопада              | Стаффорд Рейнджерс (6) | 0:2          | Честер Сіті (4)            | 2 492   |
| 13 листопада              | Свіндон Таун (3)       | 4:1          | Шеффілд Венсдей (3)        | 6 160   |
| 13 листопада              | Лейтон Орієнт (4)      | 3:1          | Деґенем енд Ребридж (5)    | 4 155   |
| 13 листопада              | Саутпорт (6)           | 1:3          | Герефорд Юнайтед (5)       | 2 045   |
| 13 листопада              | Бристоль Роверз (4)    | 1:1          | Карлайл Юнайтед (4)        | 5 658   |
| 23 листопада Перегравання | Карлайл Юнайтед (4)    | 1:0          | Бристоль Роверз (4)        | 4 813   |
| 13 листопада              | Ексетер Сіті (5)       | 1:0          | Грімсбі Таун (4)           | 3 378   |
| 13 листопада              | Бредфорд Сіті (3)      | 0:1          | Рашден енд Даймондс (4)    | 4 171   |
| 13 листопада              | Пітерборо Юнайтед (3)  | 2:1          | Транмер Роверз (3)         | 2 940   |
| 13 листопада              | Ноттс Каунті (4)       | 2:0          | Вокінг (5)                 | 4 700   |
| 13 листопада              | Мілтон Кінз Донз (3)   | 1:0          | Ланкастер Сіті (6)         | 2 065   |
| 13 листопада              | Нортгемптон Таун (4)   | 1:0          | Барнслі (3)                | 4 876   |
| 13 листопада              | Гістон (7)             | 2:0          | Шрусбері Таун (4)          | 1 538   |
| 13 листопада              | Гартліпул Юнайтед (3)  | 3:0          | Лінкольн Сіті (4)          | 4 533   |
| 13 листопада              | Рочдейл (4)            | 2:1          | Оксфорд Юнайтед (4)        | 2 333   |
| 13 листопада              | Стокпорт Каунті (3)    | 3:1          | Гаддерсфілд Таун (3)       | 3 479   |
| 13 листопада              | Галіфакс Таун (5)      | 3:1          | Кембридж Юнайтед (4)       | 2 368   |
| 14 листопада              | Челтенгем Таун (4)     | 1:3          | Свонсі Сіті (4)            | 4 551   |
| 14 листопада              | Таррок (6)             | 0:1          | Олдем Атлетік (3)          | 1 156   |

## Другий раунд
До другого раунду увійшли переможці першого раунду.
| Дата                   | Господарі               | Рахунок | Гості                 | Глядачі |
| ---------------------- | ----------------------- | ------- | --------------------- | ------- |
| 3 грудня               | Кембридж Сіті (6)       | 0:3     | Мілтон Кінз Донз (3)  | 2 000   |
| 3 грудня               | Сканторп Юнайтед (4)    | 2:0     | Рексем (3)            | 5 698   |
| 4 грудня               | Нортгемптон Таун (4)    | 1:0     | Бері (4)              | 4 415   |
| 4 грудня               | Галіфакс Таун (5)       | 1:3     | Честер Сіті (4)       | 4 497   |
| 4 грудня               | Стокпорт Каунті (3)     | 0:0     | Свонсі Сіті (4)       | 2 680   |
| 14 грудня Перегравання | Свонсі Сіті (4)         | 2:1     | Стокпорт Каунті (3)   | 5 572   |
| 4 грудня               | Блекпул (3)             | 1:0     | Порт Вейл (3)         | 4 669   |
| 4 грудня               | Рашден енд Даймондс (4) | 2:5     | Колчестер Юнайтед (3) | 3 077   |
| 4 грудня               | Борнмут (3)             | 2:1     | Карлайл Юнайтед (4)   | 5 815   |
| 4 грудня               | Свіндон Таун (3)        | 1:1     | Ноттс Каунті (4)      | 5 768   |
| 15 грудня Перегравання | Ноттс Каунті (4)        | 2:0     | Свіндон Таун (3)      | 3 770   |
| 4 грудня               | Галл Сіті (3)           | 4:0     | Маклсфілд Таун (4)    | 9 831   |
| 4 грудня               | Вікем Вондерерз (4)     | 0:3     | Лутон Таун (3)        | 4 767   |
| 4 грудня               | Слау Таун (7)           | 1:3     | Єдінг (7)             | 2 418   |
| 4 грудня               | Гістон (7)              | 1:3     | Йовіл Таун (4)        | 2 564   |
| 4 грудня               | Стівенідж Боро (5)      | 0:2     | Рочдейл (4)           | 2 700   |
| 4 грудня               | Гартліпул Юнайтед (3)   | 5:1     | Олдершот Таун (5)     | 4 556   |
| 4 грудня               | Олдем Атлетік (3)       | 4:0     | Лейтон Орієнт (4)     | 4 657   |
| 4 грудня               | Герефорд Юнайтед (5)    | 2:3     | Бостон Юнайтед (4)    | 3 601   |
| 4 грудня               | Пітерборо Юнайтед (3)   | 2:0     | Бат Сіті (7)          | 4 187   |
| 4 грудня               | Ексетер Сіті (5)        | 2:1     | Донкастер Роверз (3)  | 4 797   |
| 5 грудня               | Гінклі Юнайтед (6)      | 0:0     | Брентфорд (3)         | 2 661   |
| 14 грудня Перегравання | Брентфорд (3)           | 2:1     | Гінклі Юнайтед (6)    | 4 002   |

## Третій раунд
Переможці другого раунду зіграли з усіма командами з Прем'єр-ліги та Чемпіоншипу.
| Дата                  | Господарі                   | Рахунок | Гості                        | Глядачі |
| --------------------- | --------------------------- | ------- | ---------------------------- | ------- |
| 8 січня               | Ноттс Каунті (4)            | 1:2     | Мідлсбро                     | 13 671  |
| 8 січня               | Манчестер Юнайтед           | 0:0     | Ексетер Сіті (5)             | 67 551  |
| 19 січня Перегравання | Ексетер Сіті (5)            | 0:2     | Манчестер Юнайтед            | 9 033   |
| 8 січня               | Плімут Аргайл (2)           | 1:3     | Евертон                      | 20 112  |
| 8 січня               | Лестер Сіті                 | 2:2     | Блекпул (3)                  | 16 750  |
| 18 січня Перегравання | Блекпул (3)                 | 0:1     | Лестер Сіті                  | 6 938   |
| 8 січня               | Дербі Каунті (2)            | 2:1     | Віган Атлетік (2)            | 14 457  |
| 8 січня               | Сандерленд (2)              | 2:1     | Крістал Пелес                | 17 536  |
| 8 січня               | Вулвергемптон Вондерерз (2) | 2:0     | Міллволл                     | 12 566  |
| 8 січня               | Галл Сіті (3)               | 0:2     | Колчестер Юнайтед (3)        | 14 027  |
| 8 січня               | Тоттенгем Готспур           | 2:1     | Брайтон енд Гоув Альбіон (2) | 36 094  |
| 8 січня               | Редінг (2)                  | 1:1     | Свонсі Сіті (4)              | 13 642  |
| 17 січня Перегравання | Свонсі Сіті (4)             | 0:1     | Редінг (2)                   | 7 354   |
| 8 січня               | Бірмінгем Сіті              | 3:0     | Лідс Юнайтед (2)             | 25 159  |
| 8 січня               | Гартліпул Юнайтед (3)       | 0:0     | Бостон Юнайтед (4)           | 5 342   |
| 19 січня Перегравання | Бостон Юнайтед (4)          | 0:1     | Гартліпул Юнайтед (3)        | 3 653   |
| 8 січня               | Мілтон Кінз Донз (3)        | 0:2     | Пітерборо Юнайтед (3)        | 4 407   |
| 8 січня               | Олдем Атлетік (3)           | 1:0     | Манчестер Сіті               | 13 171  |
| 8 січня               | Челсі                       | 3:1     | Сканторп Юнайтед (4)         | 40 019  |
| 8 січня               | Кардіфф Сіті (2)            | 1:1     | Блекберн Роверз              | 14 145  |
| 19 січня Перегравання | Блекберн Роверз             | 3:2     | Кардіфф Сіті (2)             | 9 140   |
| 8 січня               | Чарльтон Атлетик            | 4:1     | Рочдейл (4)                  | 13 955  |
| 8 січня               | Вест Гем Юнайтед (2)        | 1:0     | Норвіч Сіті                  | 23 389  |
| 8 січня               | Шеффілд Юнайтед (2)         | 3:1     | Астон Вілла                  | 14 003  |
| 8 січня               | Престон Норт-Енд (2)        | 0:2     | Вест Бромвіч Альбіон         | 13 005  |
| 8 січня               | Ротергем Юнайтед (2)        | 0:3     | Йовіл Таун (4)               | 5 397   |
| 8 січня               | Борнмут (3)                 | 2:1     | Честер Сіті (4)              | 7 653   |
| 8 січня               | Ковентрі Сіті (2)           | 3:0     | Кру Александра (2)           | 7 629   |
| 8 січня               | Вотфорд (2)                 | 1:1     | Фулгем                       | 14 896  |
| 19 січня Перегравання | Фулгем                      | 2:0     | Вотфорд (2)                  | 11 306  |
| 8 січня               | Іпсвіч Таун (2)             | 1:3     | Болтон Вондерерз             | 20 080  |
| 8 січня               | Портсмут                    | 1:0     | Джиллінгем (2)               | 14 252  |
| 8 січня               | Нортгемптон Таун (4)        | 1:3     | Саутгемптон                  | 7 183   |
| 8 січня               | Квінз Парк Рейнджерс (2)    | 0:3     | Ноттінгем Форест (2)         | 11 140  |
| 8 січня               | Лутон Таун (3)              | 0:2     | Брентфорд (3)                | 6 861   |
| 9 січня               | Арсенал                     | 2:1     | Сток Сіті (2)                | 36 579  |
| 9 січня               | Єдінг (7)                   | 0:2     | Ньюкасл Юнайтед              | 10 824  |
| 18 січня              | Бернлі (2)                  | 1:0     | Ліверпуль                    | 19 033  |

## Четвертий раунд
У цьому раунді зіграли переможці попереднього етапу.
| Дата                   | Господарі             | Рахунок      | Гості                       | Глядачі |
| ---------------------- | --------------------- | ------------ | --------------------------- | ------- |
| 29 січня               | Дербі Каунті (2)      | 1:1          | Фулгем                      | 22 040  |
| 12 лютого Перегравання | Фулгем                | 4:2          | Дербі Каунті (2)            | 15 528  |
| 29 січня               | Манчестер Юнайтед     | 3:0          | Мідлсбро                    | 67 251  |
| 29 січня               | Блекберн Роверз       | 3:0          | Колчестер Юнайтед (3)       | 10 634  |
| 29 січня               | Вест Гем Юнайтед (2)  | 1:1          | Шеффілд Юнайтед (2)         | 19 444  |
| 13 лютого Перегравання | Шеффілд Юнайтед (2)   | 1:1 пен. 3:1 | Вест Гем Юнайтед (2)        | 15 067  |
| 29 січня               | Арсенал               | 2:0          | Вулвергемптон Вондерерз (2) | 37 153  |
| 29 січня               | Евертон               | 3:0          | Сандерленд (2)              | 33 186  |
| 29 січня               | Ноттінгем Форест (2)  | 1:0          | Пітерборо Юнайтед (3)       | 16 774  |
| 29 січня               | Брентфорд (3)         | 0:0          | Гартліпул Юнайтед (3)       | 8 967   |
| 12 лютого Перегравання | Гартліпул Юнайтед (3) | 0:1          | Брентфорд (3)               | 7 580   |
| 29 січня               | Редінг (2)            | 1:2          | Лестер Сіті                 | 14 825  |
| 29 січня               | Бернлі (2)            | 2:0          | Борнмут (3)                 | 9 944   |
| 29 січня               | Саутгемптон           | 2:1          | Портсмут                    | 29 453  |
| 29 січня               | Вест Бромвіч Альбіон  | 1:1          | Тоттенгем Готспур           | 22 441  |
| 12 лютого Перегравання | Тоттенгем Готспур     | 3:1          | Вест Бромвіч Альбіон        | 27 860  |
| 29 січня               | Ньюкасл Юнайтед       | 3:1          | Ковентрі Сіті (2)           | 44 044  |
| 29 січня               | Чарльтон Атлетик      | 3:2          | Йовіл Таун (4)              | 22 873  |
| 30 січня               | Олдем Атлетік (2)     | 0:1          | Болтон Вондерерз            | 12 029  |
| 30 січня               | Челсі                 | 2:0          | Бірмінгем Сіті              | 40 379  |

## П'ятий раунд
На цьому етапі зіграли переможці попереднього раунду.
| Дата                   | Господарі            | Рахунок      | Гості                | Глядачі |
| ---------------------- | -------------------- | ------------ | -------------------- | ------- |
| 19 лютого              | Болтон Вондерерз     | 1:0          | Фулгем               | 16 151  |
| 19 лютого              | Евертон              | 0:2          | Манчестер Юнайтед    | 38 664  |
| 19 лютого              | Чарльтон Атлетик     | 1:2          | Лестер Сіті          | 23 719  |
| 19 лютого              | Саутгемптон          | 2:2          | Брентфорд (3)        | 24 741  |
| 1 березня Перегравання | Брентфорд (3)        | 1:3          | Саутгемптон          | 11 720  |
| 19 лютого              | Арсенал              | 1:1          | Шеффілд Юнайтед (2)  | 36 891  |
| 1 березня Перегравання | Шеффілд Юнайтед (2)  | 0:0 пен. 2:4 | Арсенал              | 27 595  |
| 20 лютого              | Бернлі (2)           | 0:0          | Блекберн Роверз      | 21 468  |
| 1 березня Перегравання | Блекберн Роверз      | 2:1          | Бернлі (2)           | 28 691  |
| 20 лютого              | Ньюкасл Юнайтед      | 1:0          | Челсі                | 45 740  |
| 20 лютого              | Тоттенгем Готспур    | 2:2          | Ноттінгем Форест (2) | 35 640  |
| 2 березня Перегравання | Ноттінгем Форест (2) | 0:3          | Тоттенгем Готспур    | 28 062  |

## Шостий раунд
На цьому етапі зіграли переможці попереднього раунду.
| Дата       | Господарі        | Рахунок | Гості             | Глядачі |
| ---------- | ---------------- | ------- | ----------------- | ------- |
| 12 березня | Болтон Вондерерз | 0:1     | Арсенал           | 23 523  |
| 12 березня | Саутгемптон      | 0:4     | Манчестер Юнайтед | 30 971  |
| 13 березня | Блекберн Роверз  | 1:0     | Лестер Сіті       | 22 113  |
| 13 березня | Ньюкасл Юнайтед  | 1:0     | Тоттенгем Готспур | 51 307  |

## Півфінали
У півфіналах зіграли команди, що перемогли на попередньому етапі.
| Дата      | Господарі       | Рахунок | Гості             | Глядачі |
| --------- | --------------- | ------- | ----------------- | ------- |
| 16 квітня | Арсенал         | 3:0     | Блекберн Роверз   | 52 077  |
| 17 квітня | Ньюкасл Юнайтед | 1:4     | Манчестер Юнайтед | 69 280  |

## Фінал
| 21 травня 2005 |

| Арсенал | 0:0 дч   | Манчестер Юнайтед |
| ------- | -------- | ----------------- |
|         | Протокол |                   |

| Мілленіум, Кардіфф Глядачів: 71 876 Арбітр: Роб Стайлс |

|                                             |     | Пенальті                                      |  |
| Лоран · Юнгберг · ван Персі · Коул · Вієйра | 5:4 | ван Ністелрой · Скоулз · Роналду · Руні · Кін |  |